# Fülöpháza
Fülöpháza este un sat în districtul Kecskemét, județul Bács-Kiskun, Ungaria, având o populație de 855 de locuitori (2011). 

## Demografie
Componența etnică a satului Fülöpháza
     Maghiari (96,38%)
     Germani (1,68%)
     Necunoscut (1,94%)
     Alții (1,94%)
Componența confesională a satului Fülöpháza
     Romano-catolici (43,63%)
     Reformați (20,7%)
     Fără religie (9,59%)
     Necunoscută (24,8%)
     Alte religii (1,87%)
Conform recensământului din 2011, satul Fülöpháza avea 855 de locuitori. Din punct de vedere etnic, majoritatea locuitorilor (96,38%) erau maghiari, cu o minoritate de germani (1,68%). Apartenența etnică nu este cunoscută în cazul a 1,94% din locuitori. Nu există o religie majoritară, locuitorii fiind romano-catolici (43,63%), reformați (20,7%) și persoane fără religie (9,59%). Pentru 24,8% din locuitori nu este cunoscută apartenența confesională.